# Manas (ep)
Manas (kirgiški jezik: Манас дастаны, turski: Manas Destanı) je tradicionalni kirgiški ep.
Prema Kirgizima, datira iz 18. stoljeća, iako je vjerojatno puno stariji. Radnja se vrti oko Manasa i niza događaja koji se podudaraju s poviješću regije u 17. stoljeću, prvenstveno o ljudima turkijskog govornog područja iz planina na jugu Dasht-i Qipchaqa i Oirat Mongolima iz graničnog područja Jungarije.
Vlada Kirgistana proslavila je 1000. obljetnicu Manasa 1995. godine. Junak Manas i njegova oiratski neprijatelj Joloy, prvi put se spominju u perzijskom rukopisu iz oko 1792. – 1793. Sastoji se od više od 210,000 stihova, te je jedan od najduljih epova u povijesti. Oko 20 puta je dulji nego Homerova Odiseja. Sastoji se od osam dijelova. Ukupno ima 20 milijuna slova.
Godine 2009., jedan kirgiški saborski zastupnik predložio je, da se ep Manas predloži za "najduži ep na svijetu", jer bi "vrijedna baština Kirgistana trebala naći svoje mjesto u svjetskoj povijesti". 
Postoje pokušaji, da se Manas identificira kao Manaše iz Starog zavjeta. 
Po Manasu je nazvana najvrijednija nagrada u Kirgistanu, zračna luka Manas, Sveučilište Manas u Biškeku, opera Manas skladatelja Abdilasa Maldibajeva, manji planet 3349 Manas i dr.